# Tributylmethylammoniummethylsulfat
Tributylmethylammoniummethylsulfat zählt zu den ionischen Flüssigkeiten. Der Markenname von BASF ist ST 62.

## Verwendung
ST 62 wird in der organischen Elektrochemie verwendet. Phthalid und tert-Butylbenzaldehyd werden elektrochemisch unter Zuhilfenahme von Tributylmethylammoniummethylsulfat hergestellt.